# Chandlodiya
Chandlodiya é uma cidade e um município no distrito de Ahmadabad, no estado indiano de Gujarat.

## Demografia
Segundo o censo de 2001, Chandlodiya tinha uma população de 56 135 habitantes. Os indivíduos do sexo masculino constituem 54% da população e os do sexo feminino 46%. Chandlodiya tem uma taxa de literacia de 74%, superior à média nacional de 59,5%; a literacia no sexo masculino é de 79% e no sexo feminino é de 68%. 12% da população está abaixo dos 6 anos de idade.